# Annales Mettenses priores
Annales Mettenses priores – roczniki frankijskie nazwane tak przez André Duchesne, który wydał je w 1626, a domniemywał, iż były spisywane na dworze w Metz. Obecnie przyjmuje się, że były spisywane w klasztorze Chelles, w którym opatką była Gizela (być może ich współautorka), siostra Karola Wielkiego. Zostały spisane ok. 805 r. i obejmują okres od czasów Pepina z Heristalu (ok. 687) do 805.